# Jaja prawiczków
Jaja prawiczków (chiń. 童子尿煮雞蛋; pinyin Tóngzǐ niào zhǔ jīdàn) – tradycyjna potrawa w Dongyang (miasto we wschodnich Chinach).
Są to jaja gotowane na twardo w moczu młodych chłopców poniżej 10 roku życia. Ten przysmak serwowany jest wczesną wiosną, kiedy zbiera się mocz od chłopców w wieku szkolnym najlepiej do lat 10, następnie jajka są gotowane i sprzedawane (po 1,50 yuana). Dawniej mieszkańcy Dongyang wierzyli, że „jaja obniżają temperaturę ciała, polepszają obieg krwi i po prostu generalnie ożywiają ciało”.